# Vinterby (byindianerne i South - og North Dakota)
Vinterbyer var midlertidige bopladser i de skovklædte dale langs Missouri River i South – og North Dakota, som både mandaner, hidatsaer og arikaraer søgte tilflugt i under årets koldeste periode.:61  Ved at flytte væk fra deres faste hjem på prærien om vinteren bragte indbyggerne sig tæt på trærige områder, når behovet for brænde var størst. Samtidig sparede de på træet omkring deres permanente byer.:108 
Den samme vinterby af jordhytter kunne måske bruges et par gange,:31  men ofte skulle den bygges op helt fra grunden af et nyt sted. Hytterne var små og lavet med mindre omhu end normalt,:16  idet pladsen ofte blev oversvømmet og alt skyllet væk i forårets smeltevandsstrømme. :93  Hytterne kunne også blive stukket i brand af fjender, der tilfældigt fandt dem om sommeren.:395 
Vinterbyerne var gerne beboet fra lidt ind i november :53  til hen i marts.:101 

## Valg af pladsen
På forhånd blev pladsen til en ny hidatsa vinterby udpeget af en respekteret mand med hellige stammebundter.:396  Stedet lå gerne fem til ti kilometer fra den rigtige by,:59  men den kunne også ligge mere end 20 kilometer borte.:66  Nogle vintre delte indbyggerne sig i to grupper med jordhytter overfor hinanden på hver sin side af Missouri River.:35 
Vinterpladsen blev navngivet og fremover husket efter en usædvanlig hændelse på stedet eller efter noget påfaldende ved byen. En bestemt lokalitet med en vinterby bygget i 1850erne blev navngivet ”Dårligt-lugtende hytte”, fordi der kun var gammelt, mørnet træ at bruge som tømmer. Byen kunne imidlertid anvendes igen næste vinter, efter at hyttegulvene var blevet ryddet for jord aflejret under forårets oversvømmelse.:34  Pladsen skiftede derfor navn til ”Byen hvor vi gravede mudder ud”.:314 
Både placeringen af årets vinterby og navnet på høvdingen i den nævnes tit i kommentarerne knyttet til to af mandanernes vintertællinger. 

## Forberedelserne op til flytningen
Før byindianerne forlod deres vind-åbne jordhytter på prærien over Missouri Rivers floddal, måtte alt være klar til opholdet i de mindre udsatte vinterbyer.
For på én gang at aflaste de normale ledere og vise respekt for andre højtstående bymedlemmer valgte hidatsaerne en ny høvding, der stod med ansvaret under opholdet i vinterbyen. Mandanerne havde ikke denne regel.:251  En hidatsa kunne vælges til vinterhøvding flere gange.:36 
Inden opbruddet pakkede kvinderne tøj, vintermokkasiner,:233  skind til soveunderlag og andet nødvendigt sammen, og de fandt også proviant til den første tid det nye sted frem af forrådsgruberne.:95  Næsten alt i vinterhytterne skulle laves på stedet, lige fra skinddøren i vindfanget til sovepladserne af pilegrene på gulvet langs den buede væg.:390  En undtagelse var morteren til at støde tørrede majskerner til mel i.:396  Mændene medbragte deres våben og hellige bundter samt rekvisitter (som store bisonmasker) brugt ved særlige ceremonier.:414  Efter 1850 efterlod flere mænd deres hellige genstande og andet værdifuldt til sikker opbevaring vinteren over hos de ansatte i den lokale handelsstation.:107 
Mandanerne spærrede indgangen til deres faste hjem af med tornebuske, lige før de forlod det.:134  Familierne flyttede ikke nødvendigvis den samme dag, men efterhånden som de var klar til afgang.:414  Under flytningen lå meget af bagagen på en hunde- eller hestetrukken travois.:141  Af forskellige grunde kunne visse familier foretrække af blive i den permanente by længe efter, at størsteparten havde forladt den.:413 

## Jordhytterne bygges
Under bygningen af den nye vinterby levede folkene i medbragte tipier.:396 
Kvinderne i en familie brugte omkring tre dage til at hugge tømmer til midterstolper og bjælker, og hvad der ellers skulle bruges af træ til at understøtte hyttens tag og vægge dækket med jord. Mændene hjalp til alt efter personlig indstilling.:396  En udvalgt plads med hård skovbund til gulvet blev ryddet for småtræer og græs i en cirkel med en diameter på omkring seks meter. Hytten skulle være stor nok til også at kunne huse de bedste af familiens heste om natten. Fire huller af dybde som en underarm til de bærende stolper blev gravet med gravestokke, så de dannede en kvadrat midt i gulvets cirkel. Stolperne kom på plads to dage senere; dette var tiden, det tog at måle, afgrene og tilskære al tømmeret.:398  Mod et godt måltid mad hjalp flere unge mænd til med at få bjælkerne mellem de op til 2,5 meter:398  høje stolper i hak ved brug af hejsereb og løftestænger.:399  Rafterne til at støtte jordvæggen blev lænet ind mod en ny serie bjælker båret af lavere stolper tættere på kanten af væggen. En gnistbeskyttet åbning midt i loftet ville fungere som et røghul for kogepladsen nedenunder. Som underlag for hyttens yderste jordlag, der gerne var ekstra tykt på en hytte i en vinterby,:16  brugte de kvindelige hyttebyggere en tæt kombination af pilegrene med lange græsstrå flettet ind.:403  Til sidst arbejdede en stor gruppe kvinder, ofte fra det samme alders-selskab, det meste af trekvart dag med at hakke jord løs, bære den hen til hytten i flettede pilekurve og dække boligens grundkonstruktion til med den. Efter cirka syv dages arbejde stod hytten klar til indflytning.:404  Hytteåbningen skulle vende bort fra vest, hvor de koldeste vinde kom fra.:395 
Hytterne lå tit meget tæt, og de var bygget uden overordnet plan for byen.:143  Flere hytter blev bygget med en kort, jordtildækket gang hen til en lille ekstra hytte af tipiform, hvor familiens ældste holdt til. Sådan en hytte blev kaldt en ”tvillinge-hytte”.:17  Hver vinterhytte havde sit eget udendørs stillads til tørring af kød samt f.eks. opbevaring af hø til hestene.:174  Familiens medbragte proviant fra forrådsgruberne kom hurtigst muligt ned i en ny forrådsgrube i vinterbyen.:95 
I vinteren 1833-1834 bestod den ene af mandanernes to vinterbyer af 60-70 jordhytter, og den lå tre-fire kilometer øst for deres permanente by og handelsstationen Fort Clark. Mandanerne i den mindre by nord for Fort Clark, Deapolis (32ME5), holdt til i en vinterby på nordsiden af Missouri River, direkte overfor deres faste by.:324 

## Livet i vinterbyen
Livet i vinterbyen skilte sig ikke meget ud fra den kendte dagligdag.
For alle startede morgenen med et bad i et hul hugget i flodens is.:158  Kvinder hentede vand i floden, eller de smeltede is og sne til brug i jordhytten dagen igennem.:178  Mænd tog på jagt, når der kom nyt om bisoner i nærområdet.:419  Store drenge vogtede heste på arealer med godt græs under sneen, skønt fjender kun sjældent viste sig om vinteren.:155  Enkelte krigere drog på krigsstien,:318  og andre nedkæmpede de få fjender, der truede vinterbyen.:315  Visse ceremonier blev afholdt i vinterbyerne, evt. på en særlig plads indrammet af en afskærmning af høje, tætstillede pilegrene og siv.:420  Formålet med flere af ceremonierne var at kalde bisonerne tæt på byen.:139  Byhøvdingen ville regelmæssigt bede bønner for at værne om det lille samfund og også sikre det held med alle dets foretagender vinteren igennem.:18  Ved dødsfald blev liget ikke bragt tilbage til begravelsespladsen ved den permanente by; det blev anbragt på et leje af grene oppe i et af skovens træer.:419  I perioder med dårlig jagt kunne det blive nødvendigt for en familie at hente nye forsyninger fra forrådsgruberne i den permanente by.:95 
I 1800-tallet fulgte hvide pelsopkøbere til tider med indianerne til vinterbyerne for at holde gang i byttehandelen.:66 